# مزرعه علی گشادفکری
مزرعه علی گشادفکری یک روستا در ایران است که در دهستان اجارود غربی واقع شده‌است. مزرعه علی گشادفکری ۱۱۶ نفر جمعیت دارد.